# El Blip
El Blip (en español: El Lapso), también conocido como The Decimation (La Aniquilación) y coloquialmente como El Chasquido, es un evento ficticio importante y período de tiempo representado en el Universo cinematográfico de Marvel (UCM). El Blip comenzó en 2018 cuando Thanos, empuñando las seis Gemas del Infinito en el Guantelete del Infinito, exterminó la mitad de todos los seres vivos del universo, elegidos al azar, con el chasquido de sus dedos. El Blip terminó cinco años después, en 2023, cuando los Vengadores utilizaron viajes en el tiempo para recolectar las Gemas Infinitas de puntos anteriores en la línea de tiempo y, con un segundo chasquido del miembro de los Vengadores, Bruce Banner, restauró a todos los asesinados anteriormente por Thanos.
Los aspectos del Blip se han presentado en la Fase Tres, Cuatro y Cinco del UCM, más notablemente en Avengers: Infinity War (2018), que es cuando ocurrió el primer chasquido, y Avengers: Endgame (2019), donde tuvo lugar el segundo chasquido. Además, una variedad de otras películas y series de televisión del MCU han hecho referencia o representado aspectos del Blip. Las consecuencias del Blip fueron sustanciales y de largo alcance. Algunos fueron retratados con efectos cómicos, como miembros de la banda escolar "blipeados" que reaparecen en medio de un juego de baloncesto, y personajes "blipeados" que ahora son años más jóvenes que sus propios hermanos "no blipeados" anteriormente menores. Otros fueron retratados para lograr un efecto dramático, como personajes intermitentes que regresan al caos y la confusión general, y descubren que sus seres queridos habían muerto en su ausencia, sus hogares y los ahorros de toda su vida fueron embargados y sus trabajos habían sido ocupados por otros.
El Blip inspiró la creación de un evento del mundo real en el sitio web Reddit, en el que la mitad seleccionada al azar de los miembros de un subreddit muy popular serían prohibidos, simulando los efectos del Blip. La prohibición de más de 300.000 cuentas, que incluyó al codirector de Infinity War y Endgame, Anthony Russo, fue la más grande en la historia de Reddit. El Blip, como un evento dentro del MCU, se ha comparado con la pandemia de COVID-19, como algo que tiene un efecto sostenido en personas de todo el mundo. Desde el Blip en Infinity War, se han publicado muchos artículos científicos que analizan varios aspectos del evento, incluso si sería posible que Thanos chasqueara los dedos mientras usaba el Guantelete del Infinito.

## Etimología
Tras el estreno de Avengers: Infinity War, el evento fue apodado por los fanáticos como "el Chasquido", "el Snappening", o "the Snapture". En la novela tie-in, Marvel's Avengers: Infinity War: The Cosmic Quest Volume Two: Aftermath de Brandon T. Snider, el evento fue referido como "The Decimation", pero este nombre no se usó en ningún otro medio relacionado. El evento fue referido como "el Blip" y "el Lapso" en Spider-Man: Lejos de casa, pero Kevin Feige aclaró más tarde que "el Chasquido" se refería al chasquido de Thanos en Avengers: Infinity War mientras que "el Blip" se refería al chasquido de Bruce Banner en Avengers: Endgame. A pesar de los comentarios de Feige, ambos eventos fueron referidos colectivamente como "el Blip" en proyectos del MCU como WandaVision y The Falcon and the Winter Soldier, y el término también parece hacer referencia a la brecha de cinco años entre las dos instantáneas durante las cuales la mitad de la población de la Tierra fue eliminada de existencia. Invasión secreta (2023) utiliza tanto "el Blip" como "el Chasquido".

## Víctimas y sobrevivientes conocidos

### Víctimas
El Blip acabó con el 50% de todas las criaturas vivientes. Se erigieron memoriales a las víctimas "desaparecidas" en comunidades de todo el universo. Entre las víctimas estaban:
| - Bucky Barnes - Cooper Barton - Laura Barton - Lila Barton - Nathaniel Barton - Yelena Belova - Betty Brant - Drax - Jane Foster | - Nick Fury - Groot - Maria Hill - Jason Ionello - Michelle Jones-Watson - Ned Leeds - Mantis - Wanda Maximoff - Wilfred Nagel | - May Parker - Peter Parker - Hank Pym - Peter Quill - Monica Rambeau - Betty Ross - Thaddeus Ross - Erik Selvig - Shuri | - Sif - Stephen Strange - T'Challa - Flash Thompson - Hope van Dyne - Janet van Dyne - Sam Wilson |

- Sharon Carter

- Barón Mordo

### Sobrevivientes
Aquellos que se sabe que han sobrevivido al Blip incluyen:
| - Bruce Banner - Clint Barton - Kate Bishop - Sharon Carter - Carol Danvers - Brad Davis - Wilson Fisk - Roger Harrington - Tyler Hayward - Happy Hogan | - Howard el pato - Korg - Cassie Lang - Scott Lang - Maya Lopez - William Lopez - M'Baku - Miek - Karli Morgenthau - Matt Murdock | - Nakia - Nébula - Okoye - Christine Palmer - Pepper Potts - Maria Rambeau - James Rhodes - Rocket - Steve Rogers | - Natasha Romanoff - Tony Stark - Marc Spector - Toussaint / T'Challa II - Talos - Thanos - Thor - Valkyrie - Varra / Priscilla Fury - Wong |

Scott Lang estaba en el Reino Cuántico en el momento del Blip, y aunque sólo pasaron cinco horas allí desde su perspectiva cuando escapó del Reino Cuántico, porque allí el tiempo pasa de manera diferente, habían pasado cinco años en todos los demás lugares. Sin embargo, se creía que Lang había sido una víctima debido a su ausencia durante esos cinco años. Los Eternos (Ajak, Druig, Gilgamesh, Ikaris, Kingo, Makkari, Phastos, Sersi, Sprite y Thena) también sobrevivieron al Blip porque eran seres artificiales, no biológicos, y por lo tanto no eran sujeto a sus efectos.

## Representaciones

### Infinity Saga
En Avengers: Infinity War, Thanos obtiene las seis Gemas del Infinito y las coloca dentro de un Guantelete construido por Eitri, para que pueda chasquear los dedos y eliminar la mitad de toda la vida en el universo, lo que él cree que traerá un equilibrio que evitará mayores catástrofes de la lucha por los recursos. El Blip ocurre al final de la película en Wakanda, donde se muestran numerosos personajes, incluidos [Bucky Barnes, Nick Fury, Maria Hill, Wanda Maximoff, Peter Parker, Stephen Strange, T'Challa, Sam Wilson, Peter Quill, Groot, Drax, y Mantis. Los hermanos Russo también revelaron que, a pesar de no aparecer en Infinity War, Betty Ross y Sif también fueron blipeadas. En una escena a mitad de los créditos en Ant-Man and the Wasp (2018), Hank Pym, Hope van Dyne y Janet Van Dyne fueron blipeados, dejando a Scott Lang varado en Reino Cuántico. En una escena poscréditos, se muestra una transmisión nacional del Sistema de Alerta de Emergencia en un televisor en la casa de Lang. En una escena poscréditos de Capitana Marvel, los Vengadores están examinando informes de pérdidas de población mundial en el Complejo de los Vengadores, cuando Carol Danvers aparece abruptamente, después de haber recibido una señal de socorro de Fury que envió a través de un busca antes de ser blipeado.
Cuando se le preguntó cómo la sexta temporada de Agents of S.H.I.E.L.D., ambientada un año después de los eventos de la quinta temporada y Avengers: Infinity War, se conectaría con la entonces próxima Avengers: Endgame, el director de Marvel Television, Jeph Loeb, sugirió en marzo de 2019 que el salto de tiempo entre la temporada anterior de la serie y esta fue parte del vínculo de la serie con esa película. Después del estreno de Endgame en abril, los showrunners y Loeb revelaron que la serie no representaría ni haría referencia a Blip directamente por varias razones. Ellos comenzaron la producción en la temporada sin conocer toda la trama de Endgame o cómo Spider-Man: Lejos de casa (2019) estaría representando un UCM posterior a Endgame; no estaban seguros de cuándo se estrenaría la temporada en relación con Endgame y cuánto se les permitiría revelar si hubieran comenzado a emitirse antes del estreno de la película; y querían concentrarse en contar su propia historia en lugar de estar "encadenados demasiado a los eventos de las películas que cambian el universo". Si bien reconoció que esto significaba que la serie aparentemente ya no estaba alineada con la línea de tiempo de las películas, el productor Jed Whedon declaró que los escritores tenían una explicación para esto que tenía sentido para ellos a pesar de que no planeaban "sobrecargar a la audiencia" con eso. Una línea que hace referencia al Blip y cómo el Reino Cuántico podría usarse para evitarlo fue filmada para el final de la serie en la séptima temporada de la serie, pero finalmente fue eliminada del episodio transmitido.
En Avengers: Endgame, se confirma que la familia de Clint Barton, Erik Selvig, Shuri y Jane Foster han sido blipeados. En el Complejo de los Vengadores, Sharon Carter y Scott Lang también aparecen como blipeados, aunque Carter se volvió una rebelde para establecer su identidad como «Power Broker» en Madripoor, y Lang estaba desaparecido debido a que estaba atrapado en el Reino Cuántico. Algunos de los héroes sobrevivientes viajan al planeta al que Thanos se ha retirado para intentar recuperar las Gemas del Infinito y deshacer el Blip, solo para descubrir que Thanos había destruido los Gemas para asegurarse de que el Blip no se pudiera deshacer. Cinco años después, se exploran los efectos de las desapariciones, y muchos personajes tienen experiencias derivadas del evento. Por ejemplo, Barton está angustiado por la pérdida de su familia y se convierte en un guerrero rebelde que viaja por el mundo para masacrar a figuras del crimen organizado involucradas en el tráfico de drogas y el tráfico de niños. Steve Rogers lidera un grupo de apoyo para quienes se enfrentan a la pérdida de seres queridos en el Blip. Thor, quien se culpa a sí mismo por no haber matado a Thanos antes del chasquido inicial, se convierte en un alcohólico fuera de forma. El deterioro urbano es evidente en ciudades como Nueva York y San Francisco. Carol Danvers les dice a los Vengadores que el caos que está ocurriendo en la Tierra también está ocurriendo en otros planetas del cosmos.
Mientras tanto, Scott Lang se libera del Reino Cuántico, habiendo experimentado solo cinco horas en lugar de años. Se encuentra con un parque conmemorativo que enumera los nombres de los desaparecidos, incluido su propio nombre, luego se reúne con su hija Cassie, que era una niña cuando la vio por última vez y ahora es una adolescente. Lang informa a los Vengadores y aliados restantes sobre su descubrimiento: el Reino Cuántico puede permitir viajes en el tiempo. Si bien pronto determinan que la naturaleza del viaje en el tiempo significa que no pueden simplemente retroceder en el tiempo y evitar que Thanos cause el Blip o destruya las Gemas en primer lugar, pueden usar Partículas Pym para viajar a través del Reino Cuántico para recuperar las Gemas del Infinito de líneas de tiempo alternativas en el pasado. Al regresar al presente, Tony Stark, Bruce Banner y Rocket desarrollan un guante compuesto por la nanotecnología de Stark que es capaz de aprovechar el poder de las Gemas. Debido a la poderosa emisión de radiación gamma resultante del uso de las Gemas, Banner se ofrece como voluntario para usar el guantelete y restaura con éxito a las víctimas en la condición en que habían desaparecido. Luego, los Vengadores son atacados por una versión alternativa de Thanos que tiene la intención de destruir y recrear el universo. Se produce una batalla final y Stark finalmente gana la batalla usando las Gemas para destruir a Thanos y su ejército, a costa de su propia vida. Después de un funeral en honor al sacrificio de Stark, Rogers viaja en el tiempo para devolver las Gemas a sus períodos de tiempo originales.
En Spider-Man: Lejos de casa, el Blip se analiza en un noticiero escolar al comienzo de la película, que es la primera instancia en cualquier medio del nombre. La transmisión muestra a los miembros de la banda de la Escuela de Ciencia y Tecnología de Midtown reapareciendo en medio de un juego de baloncesto. La película revela que varios personajes más habían sido blipeados y restaurados, incluida la tía de Peter, May Parker, y sus compañeros de clase Ned Leeds, MJ, Betty Brant y Flash Thompson. El maestro de Parker, Roger Harrington, se queja de que su esposa fingió haber sido blipeada para dejarlo. Como parte de una campaña de marketing viral para promover el estreno en medios domésticos de Lejos de casa, se creó una versión real del sitio web ficticio TheDailyBugle.net que presentaba testimonios de supuestas víctimas del Blip, incluido uno que se queja de que desaparecieron en una situación peligrosa y resultaron gravemente heridos cuando reaparecieron. Esto contradecía una declaración de Feige que decía que cualquiera en tal situación habría reaparecido de manera segura. Varios días después de que se señalara esto, el sitio web se actualizó para decir que esta historia era falsa para un reclamo de seguro.

### Multiverse Saga

#### Fase Cuatro
Al comienzo del cuarto episodio de WandaVision, «We Interrupt This Program», se muestra a Monica Rambeau regresando de ser blipeada en una habitación de hospital, descubriendo el caos afuera mientras otras personas no tienen problemas en muchos lugares y aprendiendo que su madre María había muerto de cáncer mientras ella no estaba. En el mismo episodio, cuando los personajes fuera del maleficio de Westview ven a Vision por primera vez en la pantalla, tres semanas después del evento, Darcy Lewis les pide a sus colegas que confirmen que "está muerto, ¿verdad? No blipeado. Muerto". Los escritores y productores mantuvieron muchas conversaciones sobre cómo retratar a las personas que regresan del Blip, y decidieron establecer la secuencia en un hospital como un lugar interesante para representar el miedo y la confusión del evento desde la perspectiva de Monica. Esto es diferente de la representación de Blip en Lejos de casa, que tenía un tono más cómico, y Schaeffer explicó que Marvel estaba feliz de que el tono de la serie fuera diferente siempre que las imágenes de la secuencia coincidieran con las vistas en Lejos de casa.
En The Falcon and the Winter Soldier, ambientado seis meses después del Endgame, se menciona que Blip creó el caos en todo el mundo. Millones de personas que fueron desplazadas por el Blip quedaron bajo la autoridad del Consejo de Repatriación Global (GRC), y una cantidad sustancial de personas que vivían como refugiados esperaban ser repatriadas a sus países de origen. Muchos expresan su agradecimiento a los Vengadores por revertir el Blip, pero el evento también provocó revoluciones violentas en todo el mundo por parte de organizaciones como los Flag Smashers, que sintieron que la vida era mejor durante el Blip y se involucraron en actividades terroristas para promover una sociedad anarquista. Sobre Sharon Carter sobreviviendo al Blip y convirtiéndose en Power Broker, la directora de la serie, Kari Skogland dijo que Carter "tuvo que sobrevivir sola durante el Blip y estar huyendo sin familia, y mira lo que construyó y donde fue. Es inteligente, y eso es lo que más me gusta de ella".
No se muestra que el Blip ocurra en los universos alternativos representados en los episodios de la primera temporada de la serie animada, What If...?. En el segundo episodio, «What If... T'Challa Became a Star-Lord?», T'Challa convence a Thanos para que abandone sus planes de borrar la mitad de la vida en el universo, mientras que en el quinto episodio, «What If... Zombies?!», Thanos llega a la Tierra, habiendo adquirido cinco de las Gemas del Infinito, pero es infectado por el virus cuántico y transformado en un zombi antes de puede adquirir la piedra final. En el octavo episodio, «What If... Ultron Won?», Thanos llega a la Tierra para recuperar la Gema de la mente después de recoger las otras Gemas del Infinito, pero es asesinado rápidamente por Ultron, quien toma las Gemas para sí mismo y se dispone a aniquilar toda la vida en el multiverso.
En Shang-Chi y la leyenda de los Diez Anillos, se discute el Blip y se pueden ver volantes en San Francisco sobre una línea directa para quienes sufren de "ansiedad post-Blip". En Eternals, Ajak revela que el Blip retrasó el ataque de la Emergencia durante cinco años, ya que redujo a la mitad la población de la Tierra del nivel necesario para que ocurriera la Emergencia. Se ve un anuncio del Consejo de Repatriación Global (GRC). En Hawkeye, ambientada un año después del Blip, la frase "Thanos tenía razón" se ve en una taza de café y en grafiti en la ciudad de Nueva York. El evento es mencionado por Kate Bishop cuando deduce que Clint Barton era Ronin. En la serie también se muestra que Yelena Belova también fue blipeada, y que Maya Lopez y su padre, William, sobrevivieron al Blip, solo para que William muriera más tarde en un ataque facilitado por su empleador, Wilson Fisk. El episodio cinco de Hawkeye, «Ronin», fue el primer medio del UCM en mostrar el Blip desde la perspectiva de una persona siendo blipeada, con Belova pareciendo desintegrarse casi instantáneamente y luego reaparecer, con la habitación a su alrededor cambiando de apariencia para indicar el paso repentino de cinco años.
En Spider-Man: No Way Home, se revela que Wong reemplazó a Stephen Strange como el Hechicero Supremo debido a la desaparición de Strange durante el Blip. En una escena poscréditos, un cantinero le explica a Eddie Brock, desplazado del universo, cómo su familia estuvo entre las víctimas del Blip. Aunque el Blip nunca se menciona en Moon Knight (2022), se muestra visiblemente que la fecha de emisión en el pasaporte de Marc Spector es el 14 de diciembre de 2018, que es una fecha posterior al Blip, lo que indica que sobrevivió. Además, se ve una pancarta del Consejo de Repatriación Global (GRC) en el costado de un autobús el segundo episodio, «Summon the Suit». En Doctor Strange en el multiverso de la locura, se revela que la exnovia de Strange, la Dra. Christine Palmer sobrevivió al Blip y, durante ese tiempo, encontró el amor de otro hombre, con quien se casa al comienzo de la película. Durante la boda, Strange también se entera de que su antiguo compañero de trabajo, el Dr. Nicodemus West, fue blipeado, y cuando regresó cinco años después, se sintió devastado al descubrir que su hermano y sus gatos habían muerto durante su ausencia. Esto obliga a West a preguntarle a Strange si había alguna forma de que Thanos pudiera haber sido derrotado sin que ocurriera el Blip, lo que llevó a Strange a confirmar que no había otra forma.
En el primer episodio de She-Hulk: Attorney at Law, «A Normal Amount of Rage», Bruce Banner lleva a su prima Jennifer Walters a su casa/laboratorio en la playa en México construido por Banner y Stark, y le explica a Walters que "aquí es donde pasé el Blip arreglándome e integrando las identidades de Hulk / Banner". En el segundo episodio, «Superhuman Law», la madre de Walters, Elaine, le recuerda a la familia que Banner fue el responsable de deshacer el Blip y que salvó a todos con un chasquido de dedos. En Black Panther: Wakanda Forever, se revela que Nakia y su hijo Toussaint abandonaron Wakanda inmediatamente después del Blip, y Ramonda sirvió como reina reinante de Wakanda durante los siguientes cinco años.

#### Fase Cinco
En Ant-Man and the Wasp: Quantumania, se revela que Hope van Dyne fundó la Fundación Pym-Van Dyne para ayudar al mundo a usar Partículas Pym después del Blip, proporcionando reforestación y otros esfuerzos humanitarios. Cassie Lang también trató de ayudar con activismo a un asentamiento de personas que habían perdido sus hogares debido al desplazamiento de Blip. En Guardianes de la Galaxia vol. 3 (2023), Quill admite que fue parcialmente responsable de que ocurriera el Blip al recordar los eventos de Infinity War y cómo se enojó después de enterarse de la muerte de Gamora. En Invasión Secreta (2023), Fury sufre de trastorno de estrés postraumático debido a su desintegración causada por el Blip, dejándolo más vulnerable. Se revela que S.A.B.E.R. se creó después de Infinity War para proteger la Tierra de otras amenazas extraterrestres. Fury descubre que Talos, después de haber sobrevivido al Blip, trajo en secreto un millón de Skrulls refugiados a la Tierra mientras la población afectada no estaba.

## Diferencias con los cómics
En los cómics publicados por Marvel Comics, el evento en el que se basa la parte inicial de Blip ocurrió durante la serie The Infinity Gauntlet de 1991, y pasó a llamarse Chasquido. Aunque aún lo llevó a cabo Thanos, lo hizo en un esfuerzo por impresionar a la personificación de Muerte, de quien estaba enamorado. Thanos recolecta las Gemas del Infinito— que usa para crear el Guantelete del Infinito, haciéndose omnipotente—y borra la mitad de los seres vivos del universo para demostrar su amor a Muerte. Los héroes de la Tierra y otros mundos no se dan cuenta de estos eventos hasta que ocurre el Chasquido, después de lo cual los héroes supervivientes se unen contra Thanos. Nebula y Adam Warlock deshacen rápidamente el Chasquido y varios actos relacionados. Warlock revela que Thanos siempre se ha dejado derrotar porque el Titán sabe en secreto que no es digno del poder supremo. Thanos luego se une a Warlock como parte de la Guardia del Infinito y lo ayuda a vencer varias amenazas al universo. Debido a que el Chasquido se invierte poco después de que ocurre, no tiene el tipo de efectos y repercusiones sociales a largo plazo como el Blip en el UCM. En cambio, los miembros de la Guardia del Infinito reciben cada uno una de las gemas, lo que incluía darle a Thanos la Gema de la Realidad. Además, debido a que las Gemas Infinitas se recuperan de la posesión de Thanos de inmediato y nunca se destruyen, continúan desempeñando un papel en las historias posteriores de los cómics.

## Diseño y efectos especiales
Weta Digital se encargó de crear el diseño del efecto de polvo. Una de las principales instrucciones de los hermanos Russo desde el principio fue que el efecto tenía que parecer definitivo, de modo que no hubiera duda de que los personajes se habían ido. Los Russo también le dijeron a Weta que querían que el efecto pareciera "doloroso con un componente bastante violento". Específicamente, no querían que fuera "demasiado suave o lírico". Weta comenzó con una serie de marcos conceptuales 2D, en los que se eligieron dos para combinarlos en una prueba de simulación CG completa. El equipo eligió usar a Drax como personaje de prueba debido a su falta de cabello porque querían avanzar en el diseño del efecto antes de lidiar con el cabello. Se creó un doble digital muy detallado y se usó como lienzo para el desempolvado de Drax. Para aplicar el efecto de polvo a los otros personajes, se desarrollaron complejos algoritmos de crecimiento para aplicar el efecto de "manera orgánica".
Al principio del proceso, Digital Design consideró que "chasquido" apareciera brevemente en la pantalla cuando Thanos chasqueara los dedos como una referencia a cómo ocurrió el chasquido en el cómic "Infinity Gauntlet". La supervisora de VFX de Digital Domain, Kelly Port, dijo: "Como una diversión aparte, exploramos la idea de levantar el gráfico real del marco del cómic que muestra el chasquido, los pequeños triángulos de acción amarillos para un solo cuadro del momento del chasquido. Ellos apreciaron la idea, pero finalmente no la aceptó". El supervisor de efectos especiales Dan DeLeeuw dijo que se realizaron muchas pruebas para asegurarse de que el polvo se dispersara de la manera correcta. El equipo de VFX prestó mucha atención a lo que hacía cada Gema y originalmente las incorporó todas en el efecto de desempolvado, aunque DeLeeuw admite que el aspecto era demasiado cautivador y dijo que "nos dimos cuenta de que tenía que ser menos siendo más". Luego, el equipo decidió hacer el Blip causado por la Gema del Poder específicamente, ya que las formas corpóreas de los personajes quedaron atrás mientras se borraban del universo. La versión final se centró más en representar la desaparición de cada personaje y menos en el efecto de las Gemas.

## Recepción y cultura popular
La introducción del Blip generó críticas positivas de los críticos y del público como un dispositivo de trama eficaz debido a su uso como un giro de la trama en Infinity War, el tono serio y las implicaciones generales en el UCM. El presidente de Marvel Studios, Kevin Feige, vio la inclusión del Blip como un punto crucial en la línea de tiempo del MCU, similar a cómo la Batalla de Nueva York en el tercer acto de The Avengers (2012) pasaría a ser mencionado como un evento fundamental en múltiples medios del MCU. La representación del Blip al final de Avengers: Infinity War provocó varias reacciones de memes en Internet, incluida una que hace referencia a Peter Parker diciendo que no se siente bien mientras se desintegra, lo que se aplicó a otras cosas.
El sitio web DidThanosKill.Me, fue creado para que los fanáticos vieran si Thanos los habría salvado o no, diciéndoles "Fuiste perdonado por Thanos" o "Fuiste asesinado por Thanos". El final de Infinity War, también generó la creación del subreddit de Reddit, r/thanosdidnothingwrong. Un usuario dentro del subreddit sugirió que la mitad de los aproximadamente 20.000 suscriptores en ese momento fueran excluidos del subreddit, para imitar los eventos de la película. Después de que la comunidad aceptó la medida, los moderadores se acercaron a los administradores de Reddit para ver si la prohibición masiva sería posible. Una vez que los administradores aceptaron la prohibición aleatoria de la mitad de los suscriptores, se estableció que ocurriera el 9 de julio de 2018. El aviso de la inminente prohibición hizo que los suscriptores del subreddit aumentaran a más de 700.000, incluidos los hermanos Russo que se suscribieron. Antes de la prohibición, Brolin publicó un video que decía "Aquí vamos, usuarios de Reddit", y lo termina con un chasquido. Más de 60.000 personas vieron una transmisión en vivo de Twitch de la prohibición, que duró varias horas. La prohibición de más de 300.000 cuentas, que incluía a Anthony Russo, fue la más grande en la historia de Reddit. Los prohibidos se reunieron en el nuevo subreddit, /r/inthesoulstone. Un usuario de Reddit que participó describió la prohibición como la personificación del "espíritu de Internet" con personas "que se unen, en masa, en torno a algo relativamente sin sentido pero de alguna manera decididamente asombroso e hilarante". Andrew Tigani de Screen Rant dijo que esto mostraba "el impacto que la película ya ha tenido en la cultura pop. También es un testimonio de lo valiosa que puede ser la interacción de los fans a través de las redes sociales".
Tras el estreno de Endgame, Google incluyó un icono en el que se podía hacer clic del Guantelete del Infinito en los resultados de la Búsqueda de Google para "Thanos" o "Infinity Gauntlet" como un «easter egg». Al hacer clic en el ícono, hizo un movimiento de chasquido de dedos antes de que desaparecieran la mitad de los resultados de la búsqueda, similar a la desaparición de caracteres después del Blip. La desaparición de los resultados de búsqueda también podría revertirse, como se muestra mediante el uso de la Gema del Tiempo en el icono del Guantelete del Infinito. Feige ha notado connotaciones similares y ramificaciones sociales evidentes entre el Blip ficticio y la pandemia de COVID-19 de la vida real, que comenzó varios meses después del estreno de Avengers: Endgame. Feige elaboró: "Cuando comenzamos a entrar en una pandemia global en marzo y abril y mayo, comenzamos a ir, caballa sagrada, el Blip, esta experiencia universal... esta experiencia que afectó a todos los humanos en la Tierra, ahora tiene un paralelo directo entre lo que las personas que viven en el MCU han encontrado y lo que todos nosotros en el mundo real hemos encontrado". A fines de 2020, Funko lanzó un Funko Pop de Nick Fury en medio de ser desempolvado. En marzo de 2021, para felicitar a James Cameron por Avatar (2009) recuperando el título de película número uno de todos los tiempos en la taquilla mundial por encima de Endgame, los hermanos Russo compartieron una imagen con la armadura de Thanos y el logo de los Vengadores desempolvándose hacia el logo de Avatar.

### Precisión y análisis científico
Las motivaciones sostenidas por Thanos que llevaron al Blip han hecho que los expertos comparen las afirmaciones y trabajos sostenidos por el académico y economista del siglo XVIII, Thomas Malthus. En 1798, Malthus teorizó en Ensayo sobre el principio de la población, que si las poblaciones crecían mucho más rápido que sus fuentes de alimentos, y si el crecimiento no se controlaba, finalmente conduciría al colapso social. Malthus había argumentado que la sociedad podría imponer un control preventivo al crecimiento desenfrenado, evitando así resultados catastróficos
Si bien el evento acaba con la mitad de la población del universo y no necesariamente con la mitad de la de la Tierra, los expertos científicos modernos han comentado que, en un escenario hipotético del mundo real, una reducción de la mitad de todas las formas de vida biológica en la Tierra tendría efectos inmediatos en la biodiversidad, comparables a un evento de extinción masiva. Las especies amenazadas con poblaciones bajas preexistentes, así como las especies involucradas en servicios de polinización y producción de alimentos que requieren manejo de polinización se verían afectadas negativamente. El colapso del ecosistema podría ser posible. En relación con los humanos, una disminución de la superpoblación humana daría lugar a menos emisiones de gases de efecto invernadero, lo que mejoraría las perspectivas de mitigación del cambio climático y reduciría el calentamiento global y sus efectos relacionados. Los seres humanos perderían aproximadamente entre 1 libra (0,45 kg) y 3 libras (1,4 kg), debido a la pérdida de microbios y bacterias en el cuerpo. Una desaparición masiva simultánea de personas también desencadenaría inmediatamente un número sustancial de muertes accidentales y circunstanciales, como accidentes aéreos y accidentes vehiculares.